# Tom Barber
Thomas Barber (* 24. Februar 1991) ist ein US-amerikanischer Metal-Sänger.

## Karriere
Von 2010 bis 2018 war Barber als Frontsänger der Deathcore-Band Lorna Shore aktiv, wo er an der Produktion und Veröffentlichung dreier EPs und zwei Studioalben beteiligt war. Auf dem 2017 veröffentlichten zweiten Studioalbum Reclaimer der US-amerikanischen Deathcore-Band Shadow of Intent wirkte Tom Barber im Lied The Prophet’s Beckoning als Gastsänger mit.
Im Jahr 2018 verließ Barber Lorna Shore und schloss sich Chelsea Grin, die sich kurz zuvor von Alex Koehler getrennt hatten, als neuer Sänger an. Mit Barber als neuem Sänger veröffentlichte die Gruppe im gleichen Jahr mit Eternal Nightmare ihr inzwischen fünftes Studioalbum.
Bis zu seiner Trennung von Lorna Shore absolvierte Barber mit der Band mehrere Konzertreisen durch die Vereinigten Staaten und Europa, unter anderem mit Carnifex, Within the Ruins, The Black Dahlia Murder.

## Diskografie

### Mit Lorna Shore
- 2010: Triumph (EP, Eigenproduktion)
- 2012: Bone Kingdom (EP, Eigenproduktion)
- 2014: Maleficium (EP, Density Records)
- 2015: Psalms (Album, Density Records)
- 2017: Flesh Coffin (Album, Outerloop Records)

### Mit Chelsea Grin
- 2018: Eternal Nightmare (Album, Rise Records)
- 2022: Suffer in Hell (Album, ONErpm)
- 2023: Suffer in Heaven (Album, ONErpm)

### Als Gastmusiker
- 2014: Festering with Dishonesty von Acrania aus dem Album Totalitarian Dystopia
- 2017: The Prophet’s Beckoning von Shadow of Intent aus dem Album Reclaimer
- 2017: Divulge von Sicada aus der EP Excursion
- 2019: Tempting Death von Signs of the Swarm aus dem Album Vital Deprivation
- 2022: The Chainsaw von Undead Corporation aus dem Album J.O.I.N.T.
- 2024: We Are the Dead von As I Lay Dying (mit Alex Terrible)